# Fortim da Barra de Belém
O Fortim da barra de Belém localizava-se na ilha do Fortim, na baía do Guajará, cidade de Belém, no estado do Pará, no Brasil.

## História
SOUZA (1885) refere que, reconhecendo-se o pouco valor do Forte de Nossa Senhora das Mercês da barra de Belém, foi iniciado um fortim na ilha fronteira, a partir de 1738, para complemento dessa defesa. Antes de ser concluído, foi arrasado pela erosão fluvial (op. cit., p. 35).
GARRIDO (1940) denomina esta estrutura como Fortim da Barra de Belém, precisando a data de início de sua construção em março de 1738, por determinação do Governador e Capitão-general da Capitania do Pará, João de Abreu Castelo Branco. Complementa, atribuindo-lhe planta no formato de um paralelogramo, medindo um dos lados maiores, vinte braças, artilhado com cinco peças pelo lado do rio. Em 1754, o Governador e Capitão-general Francisco Xavier de Mendonça Furtado, reiterava à Coroa portuguesa a necessidade de conclusão deste forte, pela excelência de sua posição, e pela ameaça das águas à sua estrutura incompleta (op. cit., p. 33).
BARRETTO (1958) considera-o um forte estacado de forma regular, com as dimensões de 20 x 2,20 metros (op. cit., p. 50).
Na "Planta do Fortim da barra cituado na margem de huma piquena ilha que está junto ao Canal por onde precizamente passam os Navios que então neste porto" de autoria do Sargento-mor Engenheiro Carlos Varjão Rolim lê-se que "ao qual Fortim ainda não labarão mais que cinco pessas de artilharia, por não estar concluída hua bateria, que se principiou em 1734 (…)". (OLIVEIRA, 1968:747) Configura-se assim duplicidade de datas, devendo-se a de 1738 originalmente a BAENA. (OLIVEIRA, 1968:747)